# Google Daydream

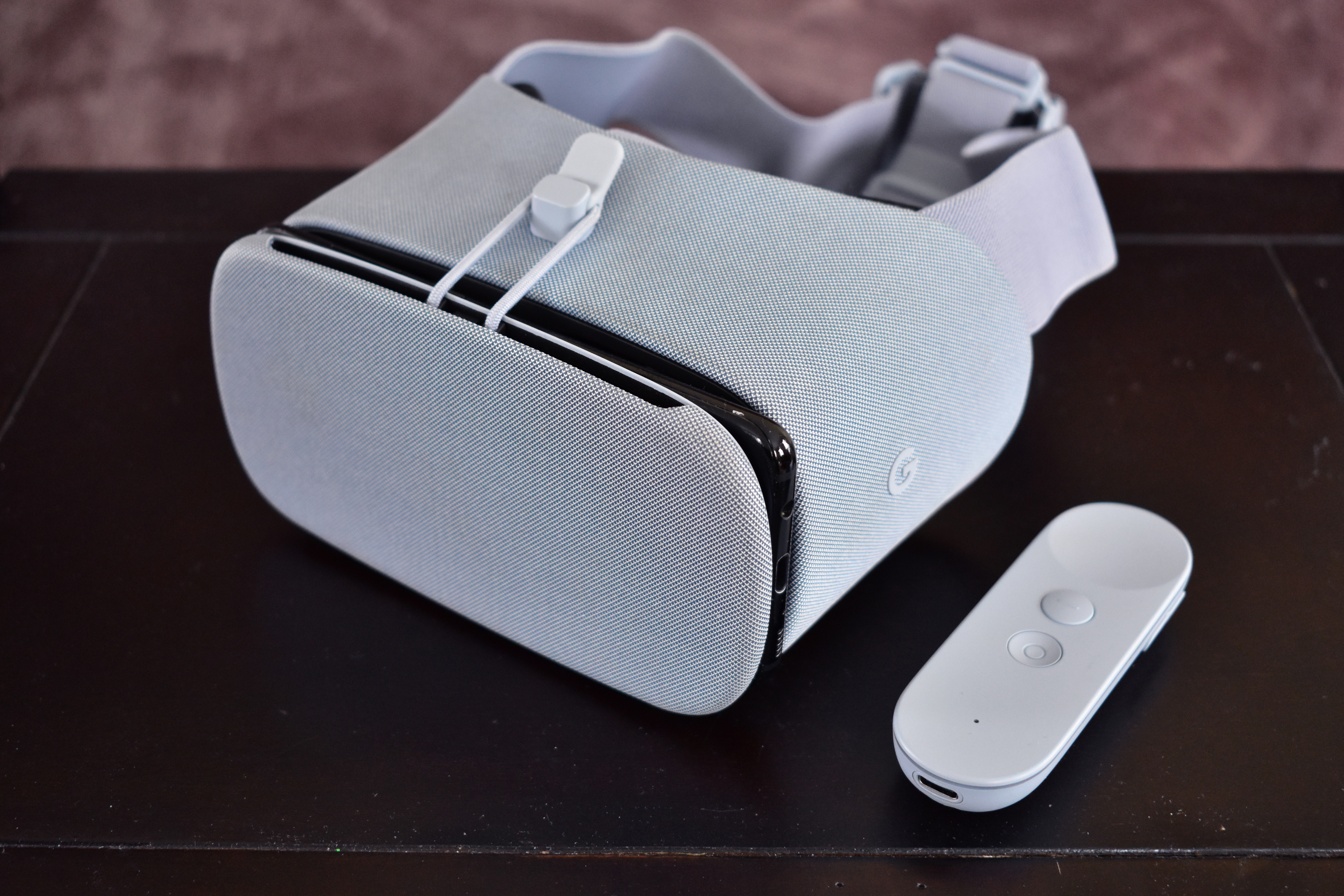
La deuxième génération du casque de réalité virtuelle Google Daydream View, fermé, avec un Samsung Galaxy S8 inséré et le contrôleur à côté.

Google Daydream sont deux casques VR, un où l'on place un téléphone pour obtenir un casque de réalité virtuelle (Daydream smartphone VR), et un où le casque est tout en un (Daydream standalone VR headset). Ils sont tous deux équipés d'une petite manette.
Daydream est une plateforme de réalité virtuelle (RV) discontinue qui a été développée par Google. Elle est disponible pour certains téléphones fonctionnant avec le système d'exploitation Android (versions "Nougat" 7.1 et ultérieures) qui répondent aux exigences de la plate-forme en matière de logiciels et de matériel. Daydream a été annoncé lors de la conférence des développeurs de Google I/O en mai 2016 et le premier casque, le Daydream View, a été lancé le 10 novembre 2016. Pour utiliser la plateforme, les utilisateurs placent leur téléphone à l'arrière d'un casque, exécutent des applications mobiles compatibles Daydream et visionnent le contenu à travers l'objectif du spectateur. Un casque autonome avec matériel intégré, le Lenovo Mirage Solo, ne nécessite pas de téléphone pour l'utiliser.
Daydream a été la deuxième incursion de Google dans la RV après Cardboard, une plateforme à bas prix destinée à encourager l'intérêt pour la RV. Par rapport à Cardboard, qui était intégrée dans des applications compatibles et offrait des fonctionnalités limitées, Daydream a été intégrée dans Android lui-même et comprenait des fonctionnalités améliorées, notamment la prise en charge des contrôleurs. Daydream n'a pas été largement adopté par les consommateurs ou les développeurs, et en octobre 2019, Google a annoncé que le casque Daydream View avait été abandonné et qu'ils ne certifieraient plus les nouveaux appareils pour Daydream.